# Paul-Adrien Bourdalouë
Pour les articles homonymes, voir Bourdaloue.

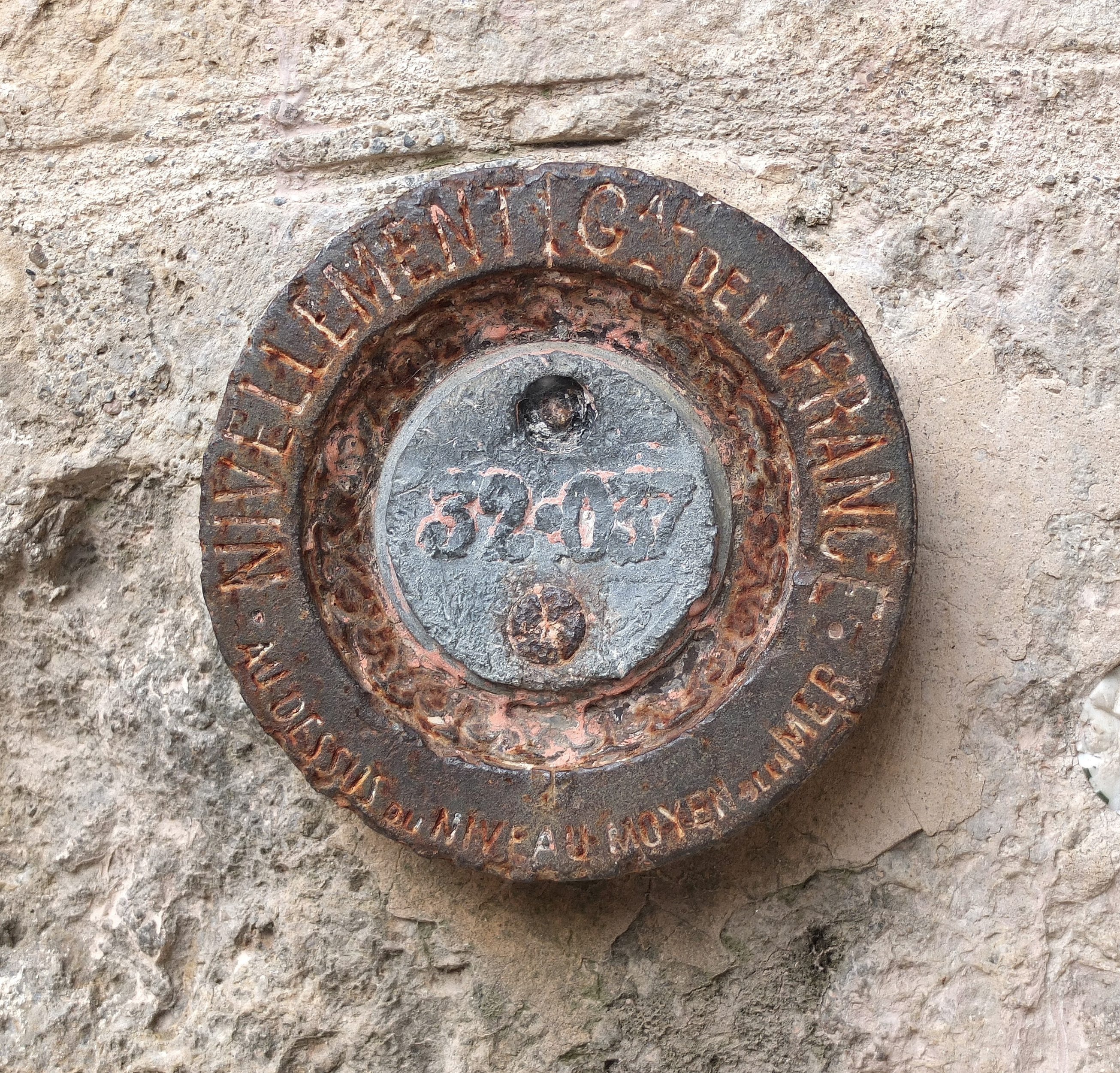
Repère du réseau Bourdalouë au pied du portail de la cathédrale Saint-Jean-Baptiste de Perpignan

Paul-Adrien Bourdalouë (né à Bourges le 4 janvier 1798, mort à Bourges le 21 juin 1868), ingénieur et topographe français, proposa le premier système de nivellement orthométrique de la France.

## Biographie
Paul Bourdalouë fut conducteur des Ponts et Chaussées, puis ingénieur-résident des Chemins de fer du Gard. Il exécuta à la demande de l'ingénieur Linant de Bellefonds, à partir de 1847, le nivellement de la zone du futur canal de Suez en Égypte. Il releva, entre autres, que la différence de niveau entre la mer Méditerranée et la mer Rouge est négligeable contrairement à ce qu'avaient cru les ingénieurs de Bonaparte. 
En 1850 il présente ses travaux à l'Académie des Sciences de Paris et est fait chevalier de la légion d'honneur (dossier brûlé pendant la Commune). 
Il est fait chevalier de l'ordre de Saint-Maurice par le duc de Savoie Victor-Emmanuel roi de Piémont-Sardaigne. 
En 1857, il fut chargé de procéder au nivellement général de la France métropolitaine (NGF). De 1857 à 1863, il créa un réseau de lignes de base qui passaient par toutes les préfectures et a été matérialisé par un canevas de 15 000 repères en fonte scellés : ce furent les premières lignes de niveau de la France. Le zéro du nivellement, hauteur de la mer à Marseille, fut fixé par une décision ministérielle du 13 janvier 1860. Il officialisait comme niveau moyen de la Méditerranée, la cote  0,40 m de l'échelle de marée du fort Saint-Jean à Marseille. Ce zéro fut appelé « zéro Bourdalouë ».
À la fin du XIXe siècle, Charles Lallemand améliora le réseau existant et affina le niveau 0 qu'il fixa à la cote 0,329 m de l'échelle de marée de Marseille.
Bourdalouë fut maire-adjoint de la ville de Bourges. En 1865, il confia à l'architecte Albert Tissandier la conception du château d'eau de Séraucourt à Bourges, toujours visible et désormais lieu culturel. 
Il est inhumé au cimetière des Capucins de cette même ville. Il repose dans le mausolée familial dont la forme pyramidale rappelle son travail en Égypte. Un repère du NGF a été apposé sur sa sépulture,.

## Œuvres
- Nivellement général de la France (1864, 4 vol. in-8°), éd. Pigelet, Bourges

## Iconographie
Une médaille à l'effigie de Paul-Adrien Bourdalouë fut exécutée par le graveur Maurice Borrel en 1856, sur commande du département du Cher. Un exemplaire en est conservé au musée Carnavalet.